# Aldeneikermolen
De Aldeneikermolen (ook: Audenijmolen) is een watermolen op de Bosbeek, aan de Hamontweg 97 te Aldeneik in België.
Het was een middenslagmolen die fungeerde als korenmolen en oliemolen.
Reeds in 1244 werd er melding gemaakt van een watermolen op deze plaats die als loren- en oliemolen fungeerde en in de 17e eeuw ook als volmolen. In 1893 verdween de olieslagerij en in 1897 werd het gebouw vernieuwd. In 1958 werd de molen omgebouwd tot woning en in 1968 werd het binnenwerk gesloopt. In 1970 werd de molen afgebroken en kwam er een modern woonhuis voor in de plaats. Tegenwoordig zijn er nog enkele muurresten aanwezig langs de beek, en ook het sluiswerk bestaat nog, maar dat is in slechte staat.